# Raoul Maria De Angelis
Raoul Maria De Angelis (Terranova da Sibari, 4 maggio 1908 – Roma, 5 marzo 1990) è stato uno scrittore, giornalista e pittore italiano.

## Biografia
Nacque a Terranova da Sibari, in provincia di Cosenza, in una terra imbevuta di storia e di mito, che ebbe tra l'altro una chiara influenza sulla sua vocazione pittorica. In uno dei suoi scritti autobiografici l'autore confidò: «... il vero è che io, orientale nato da madre albanese e da padre greco, di quei coloni emigrati in Calabria cinquecento o duecento anni fa, [sono] incline al mito, ai ricordi bizantini, alle visioni festose dei fiori che si umanizzano per diventare creature.»   Con l'aggettivo «greco» riferito al padre, egli intendeva la dimensione storica della Magna Grecia; la madre invece apparteneva a un'antica colonia di profughi albanesi,  i quali conservavano assai vive le loro tradizioni culturali e linguistiche, anch'esse assorbite da Raoul come una sorta di richiamo ancestrale.
Dopo gli studi nelle scuole secondarie di Catanzaro, si laureò in giurisprudenza a Roma e qui iniziò la sua precoce e intensa attività giornalistica. Ancora ventenne, tra il 1928 e il 1929, pubblicò a Catanzaro la rivista di lettere e d'arte Approdi, alla quale collaborarono autori futuristi (Anton Giulio Bragaglia, Marinetti e Folgore), intellettuali bontempelliani e "solariani" (Libero de Libero, Marcello Gallian, Alberto Carocci, ecc.), i suoi corregionali Corrado Alvaro, Arturo Lanocita e altri, il suo coetaneo Leonardo Sinisgalli. Soggiornò poi nei principali paesi d'Europa e in Brasile come inviato speciale di vari quotidiani, tra i quali Il Tempo, Il Messaggero, Il Giornale di Sicilia, Il Resto del Carlino. Quale critico d'arte, collaborò tra l'altro a Nuova Antologia, dove pubblicò profili di pittori contemporanei come Corrado Cagli, Mario Mafai, Scipione ed altri artisti della cosiddetta Scuola di via Cavour.
Il suo primo romanzo Inverno in palude, pubblicato da Mondadori nel 1936, era già uscito a puntate nello stesso anno sul settimanale L'Italia letteraria diretto da Massimo Bontempelli. Di questo periodico lo stesso De Angelis era redattore capo. Dei due successivi romanzi, Oroverde (1940) e La Peste a Urana (1943), pubblicati ancora da Mondadori, il secondo suscitò un sospetto di plagio attribuito al celebre romanzo La Peste di Albert Camus, uscito nel 1947, ossia quattro anni più tardi. L'attività di De Angelis narratore comprende più di cinquecento racconti pubblicati su quotidiani e riviste. A questa produzione sviluppata fino al termine degli anni sessanta, sono da aggiungere lavori teatrali e pagine di diario come Amore di Spagna (1968).
A partire dal 1950, svolse inoltre attività di pittore con mostre personali e collettive anche all'estero.  Peraltro la sua predisposizione alla pittura è ravvisabile anche «nel vivido intarsiato cromatismo del suo registro narrativo».

## Poetica
I romanzi di Raoul Maria De Angelis generalmente considerati più significativi e meglio caratterizzati da una chiara vocazione narrativa sono i primi due: Inverno in palude (1936) e La peste a Urana (1943).  In questi testi, come in alcuni dei successivi, il modello evidente di Corrado Alvaro si carica di sensualità e di cromatismi figurativi. Di questi ultimi lo stesso autore, dopo aver ammesso il suo debito verso il "realismo magico" e gli influssi pascoliani, fornisce poi una sua spiegazione affermando che «la lingua italiana non può fare a meno di un ritmo, né rinunziare alle immagini che sono l'introduzione e lo specchio della fantasia».
Nella sua scrittura «liricizzata fino al cantabile»  trova spazio una sensualità naturalistica che, negli esiti migliori, rinvigorisce lo stile, quando non scade in situazioni e tematiche iterative e in pagine meno convincenti. Un grande tema ricorrente nelle opere di De Angelis è quello di un Meridione perennemente diviso tra bellezza struggente e incredibile degrado, dove è terribilmente difficile coltivare certezze per il futuro. Sotto questo profilo egli «può essere inserito nel filone della nostra narrativa regionalistica (specialmente in rapporto d'immediata discendenza da Alvaro), purché si tenga conto degli innesti che egli ha mediato da certe sue esperienze fatte nell'ambito della letteratura e della pittura europee.» A scanso di equivoci, è bene precisare, a questo proposito, che già Francesco Flora, nel 1936, in occasione dell'uscita del romanzo d'esordio - Inverno in palude -, scrisse che con la sensualità naturalistica della sua scrittura De Angelis «si è salvato da quella immediatezza del folclore che attrae verso la cosiddetta letteratura paesana e finisce in una fallace cronaca di usi e costumi».

## Opere
- Inverno in palude, Milano, Mondadori, 1936 (Lungro, Marco, 2001).
- Oroverde, Milano, Mondadori, 1940.
- Paese del caucciù, Torino, SEI, 1942.
- La peste a Urana, Milano, Mondadori, 1943 (Soveria Mannelli, Rubbettino, 2006).
- La brutta bestia, Roma, Donatello De Luigi editore, 1944.
- I briganti, Roma, Donatello De Luigi editore, 1945.
- Una giornata di pazzia, Roma, Edizioni Astrea, 1945.
- Foresta Vergine, Roma, Partenia, 1945.
- Panche gialle, Roma, Atlantica, 1945.
- Miraggio del Brasile, Roma, Atlantica, 1945.
- Panche gialle - Sangue negro, Milano, Mondadori, 1950.
- Amore e impostura, Roma, Macchia, 1950.
- Il regno segreto, Torino, SEI, 1951.
- Poesie, Roma, Porfiri, 1953.
- Abbiamo fatto un viaggio, in «La Fiera letteraria», 1953.
- Il giocatore fortunato, Firenze, Vallecchi, 1953 (Roma, Elliot, 2016).
- Apparizioni del Sud, Torino, SEI, 1954 (Soveria Mannelli, Rubbettino, 2012).
- Storia di uno sconosciuto, Firenze, Vallecchi, 1954.
- I camosci arriveranno, Firenze, Vallecchi, 1957.
- Die salz-diebe. 10 stories, München, Nymphenburger Verlaghandlung, 1958.
- Il piede di San Pietro, Roma, Trevi, 1967.
- Amore di Spagna, Roma, Trevi, 1968.
- Il numero sbagliato, in «Il Dramma», giugno 1969.
- Dürer, il mostro marino, in «Il Dramma», marzo-aprile 1973.
- Moneta falsa (poesie), Roma, Arte della stampa, 1985.
- Avventure di Scipione pittore romano, Roma, Bonacci, 1985.

Infine, numerosi racconti (oltre cinquecento) furono pubblicati da questo scrittore prolifico e poliedrico su quotidiani e riviste.